# Consistoire central israélite

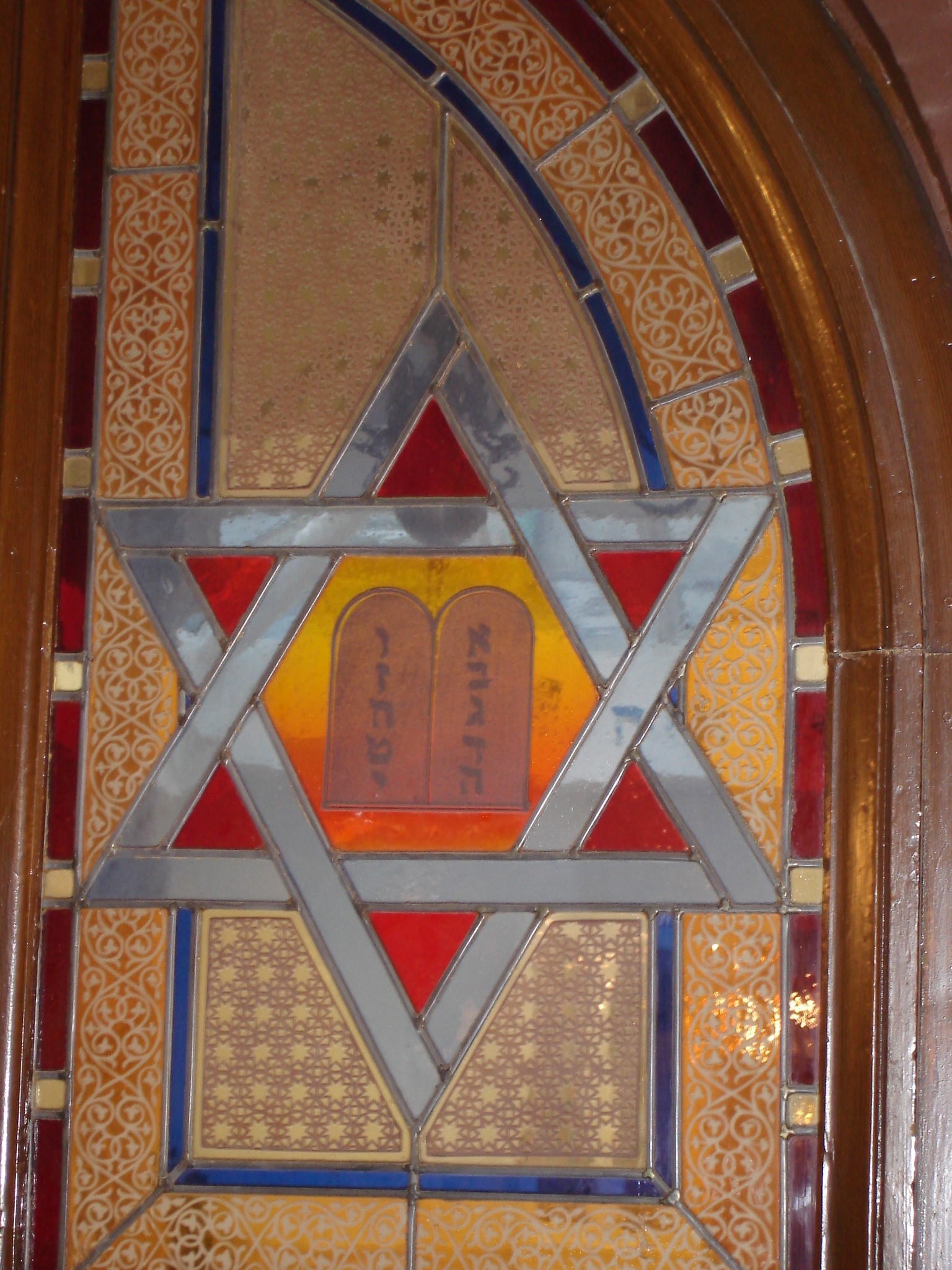
Detail in der Synagoge der Rue Notre-Dame-de-Nazareth, Paris

Das Consistoire central israélite (deutsch Konsistorium) war die von Napoleon 1808 geschaffene Organisation der jüdischen Religion im damaligen Frankreich, das heißt einschließlich von Teilen Deutschlands und Italiens. Die Zeit der Konsistorien als halbstaatliche Institution endete 1905 mit dem Gesetz über die Trennung von Kirche und Staat in Frankreich. Seither bestehen das Israelitische Zentralkonsistorium und die untergeordneten regionalen Konsistorien als rein privatrechtliche Organe der freiwilligen Verwaltungszusammenarbeit der einzelnen jüdischen Gemeinden, organisiert nach Konsistorialbezirken, die meist mehrere Départements umfassen.

## Einrichtung der Konsistorien
Während der Französischen Revolution waren die bestehenden internen Strukturen der jüdischen Gemeinden abgeschafft worden. Die von Napoleon eingeführten Reformen wurden von einem Großteil der jüdischen Gemeindevorstände begrüßt, in der Hoffnung, dass das Judentum in Frankreich auf diese Weise einen ähnlichen Status wie die römisch-katholische Kirche im Konkordat von 1801 und die Protestanten in den „organischen Artikeln“ von 1802 erhalten würde. Napoleon selbst war bestrebt, ein Mittel zur Kontrolle der jüdischen Gemeinden zur Verfügung zu haben und gleichzeitig die Juden als Bürger (Citoyens) in die französische Gesellschaft zu integrieren. Die Statuten des Konsistoriums wurden durch kaiserlichen Erlass am 17. März 1808 in Kraft gesetzt.

## Organisation

### Zentrales Konsistorium und regionale Konsistorien
In dem Erlass wurde der Aufbau eines zentralen bzw. nationalen Konsistoriums in Paris festgelegt, das an der Spitze von 13 regionalen Konsistorien (consistoires régionaux, auch als consistoires départementaux bezeichnet) stand, die ihrerseits die lokalen Gemeinden (communautés juives) kontrollieren sollten. Für jedes Département mit einer jüdischen Bevölkerung von mindestens 2000 Personen wurde ein Consistoire errichtet. Falls die jüdische Einwohnerzahl unter 2000 lag, wurde ein Consistoire für mehrere Départements gegründet.
1808 gab es 13 regionale Konsistorien:
- Consistoire Bordeaux
- Consistoire Casale Monferrato
- Consistoire Koblenz (ab 22. September 1810 nach Bonn verlegt)
- Consistoire Krefeld
- Consistoire Mainz
- Consistoire Marseille
- Consistoire Metz
- Consistoire Nancy
- Consistoire Paris
- Consistoire Straßburg
- Consistoire Trier
- Consistoire Turin
- Consistoire Wintzenheim

### Besetzung
Im zentralen Konsistorium saßen drei Grands rabbins (Großrabbiner) und zwei Laien, in den regionalen Konsistorien ein Grand rabbin und vier Laien. Sie wurden von 25 Notabeln gewählt, die von den Gemeindemitgliedern ernannt und von den lokalen Präfekten bestätigt werden mussten. Sämtliche Ernennungen waren von der Bestätigung der Regierung abhängig. Jeder jüdische Familienvorstand musste dem Konsistorium Steuern zahlen. Das Motto des zentralen Konsistoriums „Religion und Vaterland“ betonte den Stellenwert der Assimilation.
Führende Mitglieder des Consistoire im 19. Jahrhundert waren der Politiker Adolphe Crémieux, der 1843 zum Präsidenten der Organisation gewählt wurde, und der Orientalist Jules Oppert.

### Aufgaben
Die Konsistorien, die einen halbstaatlichen Status erhielten, sollten nach protestantischem Vorbild die inneren Angelegenheiten der jüdischen Glaubensgemeinschaft regeln. Das Konsistorium hatte den Kultus zu verwalten, die Juden zur Ausübung nützlicher Berufe anzuhalten und den Behörden die jüdischen Rekruten zu nennen. Das Consistoire central wae Träger der zentralen Rabbinerausbildungsstätte Séminaire israélite de France.

### Reformen
Die Existenz der Konsistorien war von Anfang an durch ernsthafte finanzielle Schwierigkeiten bedroht. Da oftmals die Bezahlung der Steuern ausblieb, wurde 1816 deren Eintreibung durch das staatliche Finanzamt beschlossen.
1831 bewilligte König Louis-Philippe, dass die Löhne der Rabbiner und Gemeindebeamten vom Staat bezahlt wurden.
In den 1840er Jahren wurde das Wahlrecht für die Konsistorien erweitert. Das Prinzip der Notabilität wurde zwar beibehalten, die Anzahl von Notabeln jedoch bedeutend erhöht. Nach der Revolution von 1848 wurde jeder männliche Jude über 25 Jahren als notabel und somit stimmberechtigt erklärt. Während des Zweiten Kaiserreichs wurde diese Demokratisierung teils wieder rückgängig gemacht. Das zentrale Konsistorium beschränkte die Anzahl der Stimmberechtigten vor allem bei der Wahl von Rabbinern. Eine zentrale Aufgabe für das Konsistorium wurde nun die Ausbildung von Rabbinern.
Das 1829 gegründete Rabbinerseminar in Metz war zunächst eine traditionelle Jeschiwa. Mit dem Umzug des Seminars nach Paris im Jahre 1859 verstärkten sich die Bestrebungen zur Modernisierung.

## Geschichtliche Entwicklung

### Einfluss auf die Regelungen in deutschen Staaten
Die Neuorganisation der jüdischen Glaubensgemeinschaft unter Napoleon hatte einen wesentlichen Einfluss auf das Geschehen und die Regelungen in den deutschen Staaten, ähnlich wie in anderen Bereichen (z. B. Code civil). Das von Napoleons Bruder regierte Königreich Westphalen folgte bereits im Dezember 1808 dem französischen Vorbild (erklärt unter Jüdische Gemeinde Kassel).
Siehe auch:
- Badisches Judenedikt von 1809
- Preußisches Judenedikt von 1812
- Bayerisches Judenedikt von 1813

Nach dem Sturz Napoleons wurde das konsistoriale System in den Gemeinden Westfalens, Belgiens und Luxemburgs beibehalten.

### Weitere regionale Konsistorien
Weitere drei Konsistorien entstanden 1810 durch die Eroberung von Mittelitalien: Consistoire Florenz, Consistoire Livorno und Consistoire Rom.
1845 wurde ein übergeordnetes Konsistorium in Algier gegründet sowie regionale Konsistorien in Oran und Constantine. 1867 wurden diese algerischen Konsistorien dem französischen Mutterland angeschlossen.
1846 wurde das Consistoire Bayonne geschaffen und  1857 das Consistoire Lyon.
Nach der Niederlage im Deutsch-Französischen Krieg und dem Verlust des Elsass und Teilen Lothringens wanderte ein Teil der Bevölkerung, darunter viele Juden, aus dem neu geschaffenen Reichsland Elsass-Lothringen nach Frankreich aus. Deshalb entstanden 1872 neue Konsistorien in Lille und Vesoul.

### Neuorganisation im 20. Jahrhundert
Das Consistoire central blieb die einzige staatlich anerkannte Vertretung der Juden in Frankreich bis zur Einführung des Gesetzes zur Trennung von Kirche und Staat im Jahre 1905. Die jüdischen Gemeinden mussten sich ab 1905 als Vereinigungen (associations) konstituieren und ohne staatliche Zuwendungen auskommen. Als Dachverband der meisten associations wurde die Union des associations culturelles de France et d'Algérie gegründet. Die Gruppierungen des orthodoxen Judentums, die sich schon vor 1905 nicht dem konsistorialen System unterworfen hatten, traten auch dieser Union nicht bei. Das gewählte Leitungsgremium der Union nennt sich bis heute Consistoire, weshalb der falsche Eindruck einer Kontinuität entsteht.
Durch die Aufhebung des konsistorialen Systems in Frankreich konnten zusätzliche Vereinigungen von landesweiter Bedeutung entstehen. 1950 wurde der Fonds social juif unifié gegründet, aus dem 1968 der AUJF (Appel unifié des juifs de France) hervorgegangen ist. Daneben gibt es den CRIF (Conseil Représentatif des Institutions Juives de France), eine Organisation zur Interessenvertretung aller jüdischen Vereinigungen in Frankreich.

### Elsass-Lothringen und der Rechtsraum Alsace-Moselle
Eine besondere Entwicklung gab es in Elsass-Lothringen, wo die französischen Institutionen auch nach der deutschen Annexion 1871 beibehalten wurden. Da Elsass-Lothringen, dessen Gebiet heute die Départements Bas-Rhin, Haut-Rhin und Moselle einnehmen, 1905 nicht zu Frankreich gehörte, gelten hier die Laizismusgesetze nicht, sondern der Droit local en Alsace et en Moselle, der in Bezug auf den Status der Religionsgemeinschaften und viele andere Rechtsverhältnisse französisches Recht bis 1871 und die deutsche Gesetzgebung der Jahre danach bis 1918 umfasst. Die dortigen jüdischen Gemeinden bilden nach wie vor für jedes Département einen Konsistorialbezirk mit je einem eigenen Konsistorium. Die drei israelitischen Konsistorien werden als consistoires concordataires von den privatrechtlichen im übrigen Frankreich unterschieden und unterstehen nicht dem heute privatrechtlichen Zentralkonsistorium.

## Liste der Präsidenten des Consistoire central israélite
- 1809–1812: David Sinzheim

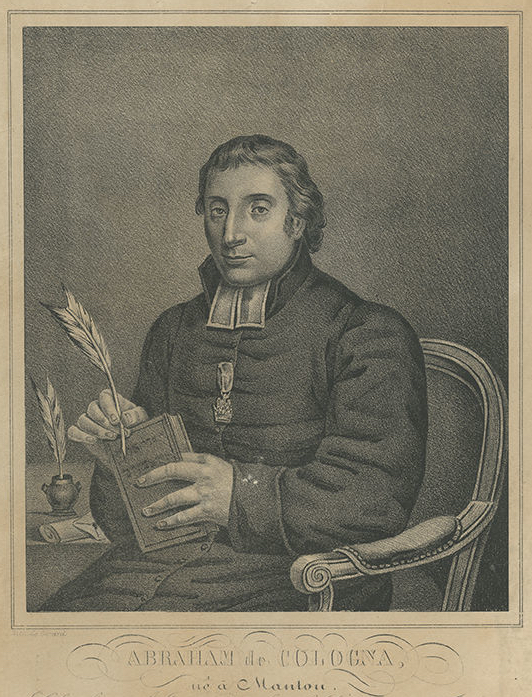
Abraham Vita de Cologna

- 1812–1826: Abraham Vita de Cologna
- 1826–1843: Olry Worms de Romilly
- 1843–1845: Adolphe Crémieux
- 1846–1871: Max-Théodore Cerfberr
- 1873–1911: Alphonse de Rothschild
- 1911–1940: Édouard Alphonse James de Rothschild
- 1940–1943: Jacques Helbronner
- 1944–1949: Léon Meiss
- 1949–1962: Guy de Rothschild
- 1963–1967: Louis Kahn
- 1967–1982: Alain de Rothschild
- 1982–1992: Jean-Paul Elkann
- 1992–1994: Jean-Pierre Bansard
- 1995–2008: Jean Kahn
- 2008–2021: Joël Mergui (wiedergewählt 2012 und 2016)
- Seit 24. Oktober 2021: Élie Korchia